# Wadsworth (Royaume-Uni)
Pour les articles homonymes, voir Wadsworth.
Wadsworth est une paroisse civile du Yorkshire de l'Ouest, en Angleterre.